# دنب
دُنب یا دُنب ماکیان یا ذَنَبُ‌الدَجاجه یا رِدف (به انگلیسی: Deneb) (α Cyg / α Cygni / آلفا ماکیان) درخشان‌ترین ستاره در صورت فلکی ماکیان و یکی از سه گوش مثلث تابستانی است. و با قدر ظاهری ۱٫۲۵ جزو درخشان‌ترین ستارگان آسمان قرار می‌گیرد. یک ابرغول سفید است و به همین دلیل جزو ستارگان روشن آسمان هم قرار می‌گیرد.
ابوریحان بیرونی دربارهٔ این ستاره می‌گوید: «بر دمچه سواران فراری ردف خوانده می‌شود زیرا از پس سواران می‌رود.»

## نام
deneb صورت انگلیسی کلمه «ذنب» عربی است که خود از دنب فارسی گرفته شده و در نام عربی این ستاره کوتاه شده عبارت «ذنب‌الدجاجة» به معنی «دم مرغ» است. در عربی صورت ماکیان را دجاجة می‌خوانده‌اند و ستاره دنب ظاهراً دم این مرغ را نشان می‌دهد.